# 川原宮

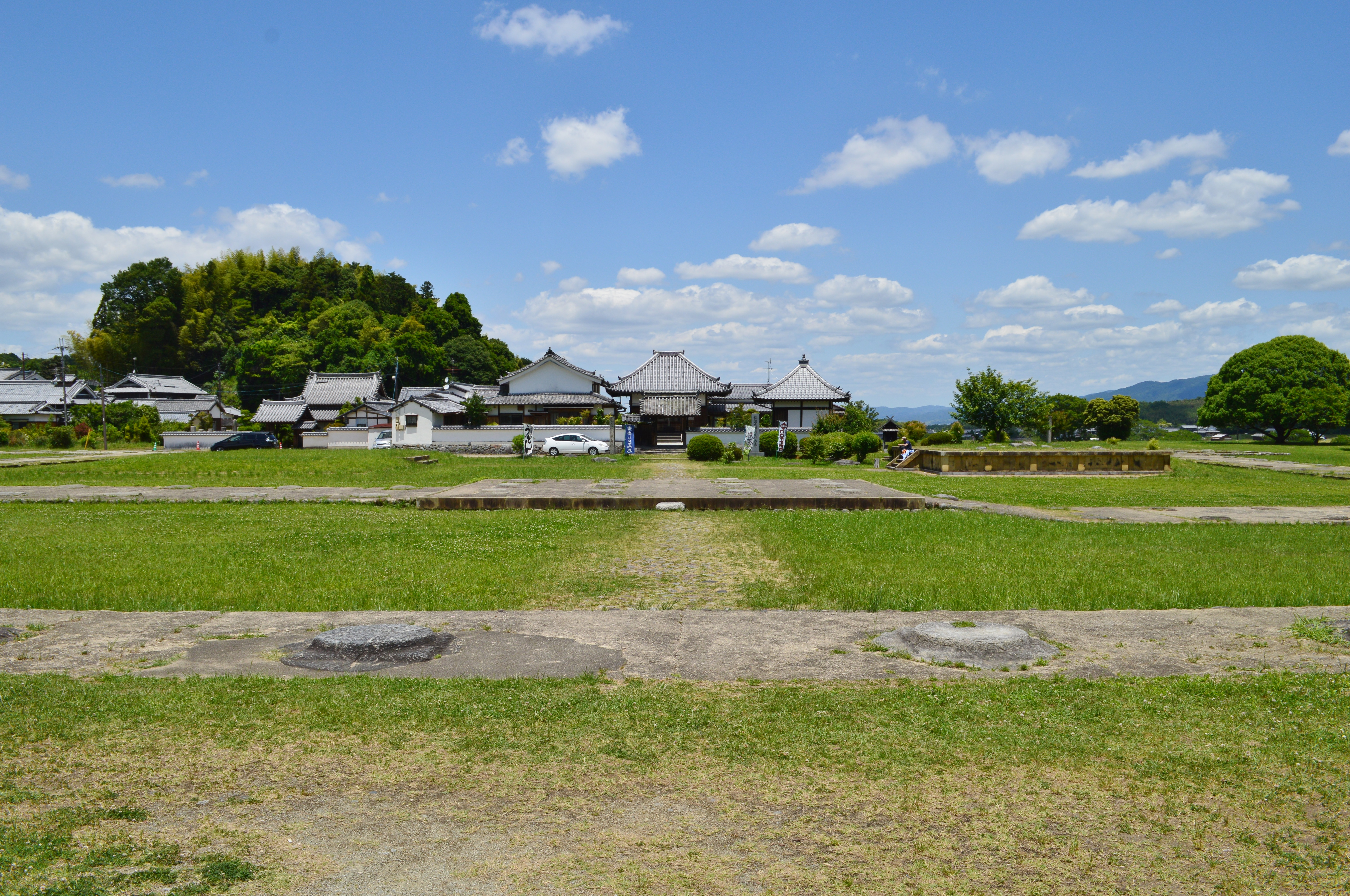
かつてそこに川原宮があったと伝わる川原寺跡

川原宮（かわらのみや）は、7世紀中期の斉明天皇が営んだ宮。一般には飛鳥川原宮（あすかのかわらのみや）と呼ばれている。奈良県明日香村川原にある川原寺（弘福寺）の地にあったと伝えられている。

## 経緯
『日本書紀』には、斉明天皇元年（655年）の冬、板蓋宮が火災に遭ったため、斉明天皇は川原宮へ遷ったとある。その翌年には新たに後岡本宮を建てて遷宮しているので、一時的な仮住まいの宮殿だったと考えられる。

## 後史
斉明天皇の崩御後、子の天智天皇のときに川原宮は川原寺（かわらでら）に改められたという。平安時代初期には嵯峨天皇がこの寺を空海に与えたと伝わる。今日では真言宗 仏陀山弘福寺（ぶつださん こうふくじ）を正式名称としている。